# Irritator challengeri
Irritator challengeri es la única especie conocida del género extinto Irritator (Irritante) de dinosaurio terópodo espinosáurido, que vivió a mediados del período Cretácico, hace aproximadamente 110 millones de años, en el Albiense, en lo que hoy es Sudamérica. Encontrado en la Formación Santana, en Brasil, se conoce por solo un cráneo parcial al que le falta la porción anterior. Este género es considerado por muchos como un sinónimo de Angaturama limai, que viviera en el mismo lugar y sitio que el Irritator. Los restos de este curiosamente parecen terminar el cráneo de Irritator, significando que podrían pertenecer al mismo espécimen. La especie tipo, I. challengeri, fue nombrada por el personaje de la novela de Sir Arthur Conan Doyle, El mundo perdido, el Profesor Challenger.

## Descripción

Comparación de tamaño de espinosáuridos, Irritador en púrpura y extremo izquierda, con un humano

Incluso según las estimaciones de tamaño máximo, Irritator era más pequeño que otros espinosáuridos conocidos. Gregory S. Paul calculó su longitud en 7,5 metros y su peso en 1 tonelada. Thomas R. Holtz Jr. publicó una estimación más alta de 8 metros, con un peso entre 0,9 y 3,6 toneladas. Las estimaciones de Dougal Dixon fueron menores a 6 metros de largo y 2 de alto. Cuando fueron ampliados por Aureliano y sus colegas, las reconstrucciones del estudio de Sales y Schultz proporcionaron una longitud de 6,5 metros ara el holotipo Irritator challengeri y 8,3 metros para el de Angaturama limai. Algunos de los huesos del cráneo del holotipo aún no se habían osificado completamente, es decir fusionados, lo que indica que el espécimen pertenecía a un subadulto. El esqueleto de espinosaurino parcial MN 4819-V representó a un individuo de tamaño moderado, estimado por Machado en 5 a 6 metros de longitud. Muchos elementos de este espécimen se incorporaron al montaje esquelético en el Museo Nacional de Río de Janeiro, que tenía una longitud de 6 metros y una altura de 2 metros. Sin embargo, los espinosáuridos de la Formación Romualdo posiblemente obtuvieron mayores tamaños. Aunque LPP-PV-0042 está representado solo por un fragmento de tibia, Aureliano y sus colegas estimaron su longitud en aproximadamente 10 metros. La histología ósea indica que este individuo era un subadulto, por lo que el animal maduro puede haber sido más grande.

### Anatomía del holotipo deIrritador challengeri
El cráneo holotipo de Irritator challengeri, aunque está muy dañado en ciertos lugares, está en gran parte completo, falta solo la punta del hocico y la parte delantera de la mandíbula. El cráneo conservado tiene 16,5 centímetros De altura y 10 de ancho, su longitud total se ha estimado en aproximadamente 60 centímetros, Según las comparaciones con Baryonyx, el cráneo de Irritator era largo y estrecho y algo triangular en sección transversal. La base del cráneo estaba inclinada hacia atrás y más profunda de lo que era larga. Desde él se extendía un hocico alargado y bajo, con ambos lados relativamente planos y ligeramente en ángulo hacia la línea media del cráneo. Solo los extremos posteriores de los premaxilares de cada lado, los huesos del hocico más rostrales, permanecen intactos, formando los bordes superiores e inferiores delanteros de las fosas nasales externas. Como en todos los espinosáuridos, los maxilares, los huesos principales de la mandíbula superior, se extendían por debajo y más allá de las fosas nasales en una rama larga y baja que formaba el borde inferior de esta abertura, separando en consecuencia los premaxilares y los huesos nasales en esa ubicación. Los senos maxilares de Irritator, situados en el cuerpo de los maxilares, era una gran abertura oval, como en Allosaurus. Las aberturas de las fosas nasales eran ovales y, como en todos los espinosáuridos, se colocaban más atrás en el cráneo que en los terópodos típicos. las fosas nasales de Irritator fueron proporcionalmente y absolutamente más pequeñas que en Suchomimus y Baryonyx, pero más grandes que las de Spinosaurus. La abertura detrás de la órbita ocular, la fenestra lateral temporal, era muy grande, mientras que la fenestra antorbital, frente a los ojos, era larga y elíptica. La órbita en sí era profunda y más ancha en la parte superior, donde se colocó el globo ocular, que en la parte inferior. El hueso lagrimal separó la órbita de la fenestra antorbital, formando los márgenes traseros superior e inferior de esta última con dos procesos que incluían un ángulo de 40 grados, similar a Baryonyx, donde es de 35 grados. A diferencia de Baryonyx, el lagrimal de Irritator no formó un núcleo de cuerno óseo. Los huesos prefrontales eran grandes y robustos, mientras que los huesos frontales más delgados, situados detrás de ellos, eran lisos y cóncavos en la parte superior, ambos de estos huesos formaron el borde superior de la órbita.

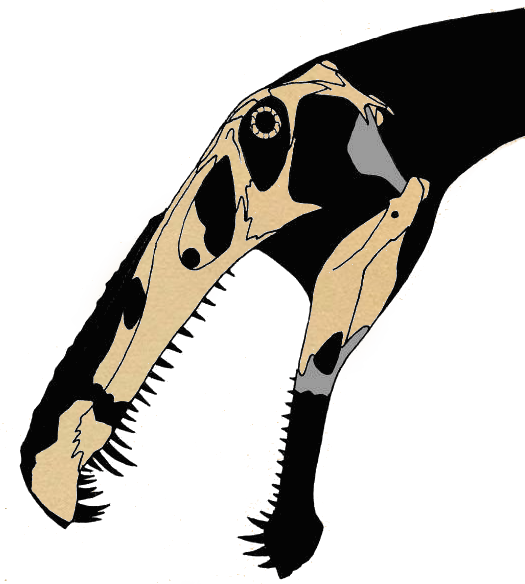
Cráneo.

Una cresta sagital delgada, construida a partir de los huesos nasales alargados, subía por la línea media del cráneo antes de detenerse justo encima del ojo en un bulto ligeramente aplanado. Aunque la forma y la altura completas de esta estructura son desconocidas en Irritator, estas crestas de cabeza eran comunes en los espinosáuridos, posiblemente habiendo tenido una función de exhibición cuando el animal estaba vivo. La parte conservada de la cresta de Irritator es más profunda por encima de la fenestra antorbital y carece de las crestas verticales visto en la cresta de Spinosaurus. Como otros en su familia , Irritador poseía una estructura larga y ósea en el paladar, llamada paladar secundario, que separa la boca de la cavidad nasal. Esta es una característica observada en los cocodrilos existentes, pero ausente en la mayoría de los dinosaurios terópodos. También como sus parientes, Irritator tenía dos aberturas adicionales en el techo del cráneo, llamadas fenestrae postnasal, así como procesos basiptergoideos largos y solo parcialmente divergentes, extensiones óseas que conectan la base de cerebro con el paladar. La parte posterior de la mandíbula inferior era profunda, su superficie posterior superior consistía principalmente en el gran hueso surangular, que se articulaba con el menos profundo.hueso angular debajo de él. La fenestra mandibular, una abertura orientada hacia los lados en la mandíbula inferior, era ovalada y comparativamente grande. El dentario es desconocido en Irritador, a excepción de un posible remanente en la parte frontal del surangular. El holotipo Irritator challengeri es único, ya que es uno de los poco fósiles de dinosaurios no aviares que se encuentran con un estribo conservado.
El Irritador tenía dientes cónicos rectos o solo ligeramente recurvados, con bordes bien definidos pero sin serrar. Crestas longitudinales estaban presentes en sus coronas dentales, un rasgo dental común entre los espinosáuridos. Ambos lados de los dientes de Irritator fueron estriados, como en Spinosaurus, mientras que Baryonyx los exhibía solo en el lado lingual, mirando hacia adentro.  Los dientes del Irritador tenían una sección transversal circular, en oposición a la condición aplanada lateralmente de la mayoría de los dientes de terópodos. El esmalte, primera capa de los dientes, era delgada, con una textura finamente arrugada también observada en Baryonyx. Ambos maxilares de Irritator preservan nueve dientes, aunque coronas de los dientes del maxilar superior izquierda están más intactos, y hay rastros de un décimo diente en la matriz de la roca. Los dientes se insertaron profundamente en la mandíbula y se espaciaron ampliamente hacia la parte frontal del maxilar. El primer y segundo dientes maxilares preservados fueron los más grandes, con 32 milímetros y 40 milímetros en la longitud de la corona. Los siete dientes restantes se hicieron progresivamente más pequeños hacia la parte posterior, uno de los últimos medía 6 milímetros aproximadamente. Las tomografías computarizadas realizadas en la muestra revelaron dientes de reemplazo en ambos lados de la mandíbula superior. Sus raíces se adentraron profundamente en el maxilar y convergieron cerca de la línea media, casi llegando a la parte superior del cráneo. Según las comparaciones con los familiares de Irritator, los maxilares probablemente estaban forrados con un total de 11 dientes cada uno, similar al número de 12 dientes en el MSNM V4047, un fósil de la mandíbula superior referido a Spinosaurus.  El último diente del maxilar izquierdo de Irritator no había erupcionado todavía completamente, y sólo la punta de la misma era visible.

### Anatomía del holotipoAngaturama limai
El holotipo de Angaturama limai consiste solo en la parte frontal de la mandíbula superior, que comprende las puntas de los premaxilares emparejados y los extremos frontales de los maxilares. El espécimen mide 19,2 centímetros De altura y 11 centímetros de longitud, con el ancho de la región palatina de 4 a 5 milímetros. La sutura entre el maxilar y el premaxilar fue irregular en la parte delantera y se enderezó hacia la parte posterior. El margen inferior de los premaxilares era cóncavo, con la concavidad alcanzando su ápice en el sexto diente premaxilar. La parte frontal del hocico se expandió, formando la roseta terminal en forma de cuchara característica de los espinosáuridos. Este lado inferior cóncavo de las premaxilares se habría complementado con una punta de mandíbula convexa y ampliada. Los premaxilares se conectaron entre sí en la parte inferior para formar el paladar secundario de Angaturama, al que también contribuyeron parcialmente dos procesos que se extienden desde el maxilar. El hocico estaba fuertemente comprimido lateralmente y los premaxilares se estrecharon suavemente hacia la parte superior para formar una cresta sagital alta de 1 a 2 milímetros de espesor. Esta cresta era más grande y se extendía más hacia adelante sobre el hocico que en otros espinosáuridos conocidos. El borde superior frontal de la premaxila tenía una pequeña protuberancia que sobresalía de la base de la cresta. Esta protuberancia aparentemente se dañó en su superficie superior, lo que indica que la parte superior de la cresta puede haberse extendido aún más hacia adelante y hacia atrás desde ese punto. La parte frontal del hocico de Angaturama por tanto, tenía un margen vertical recto o cóncava, atípica de los hocicos más suavemente-inclinadas de otros espinosáuridos.

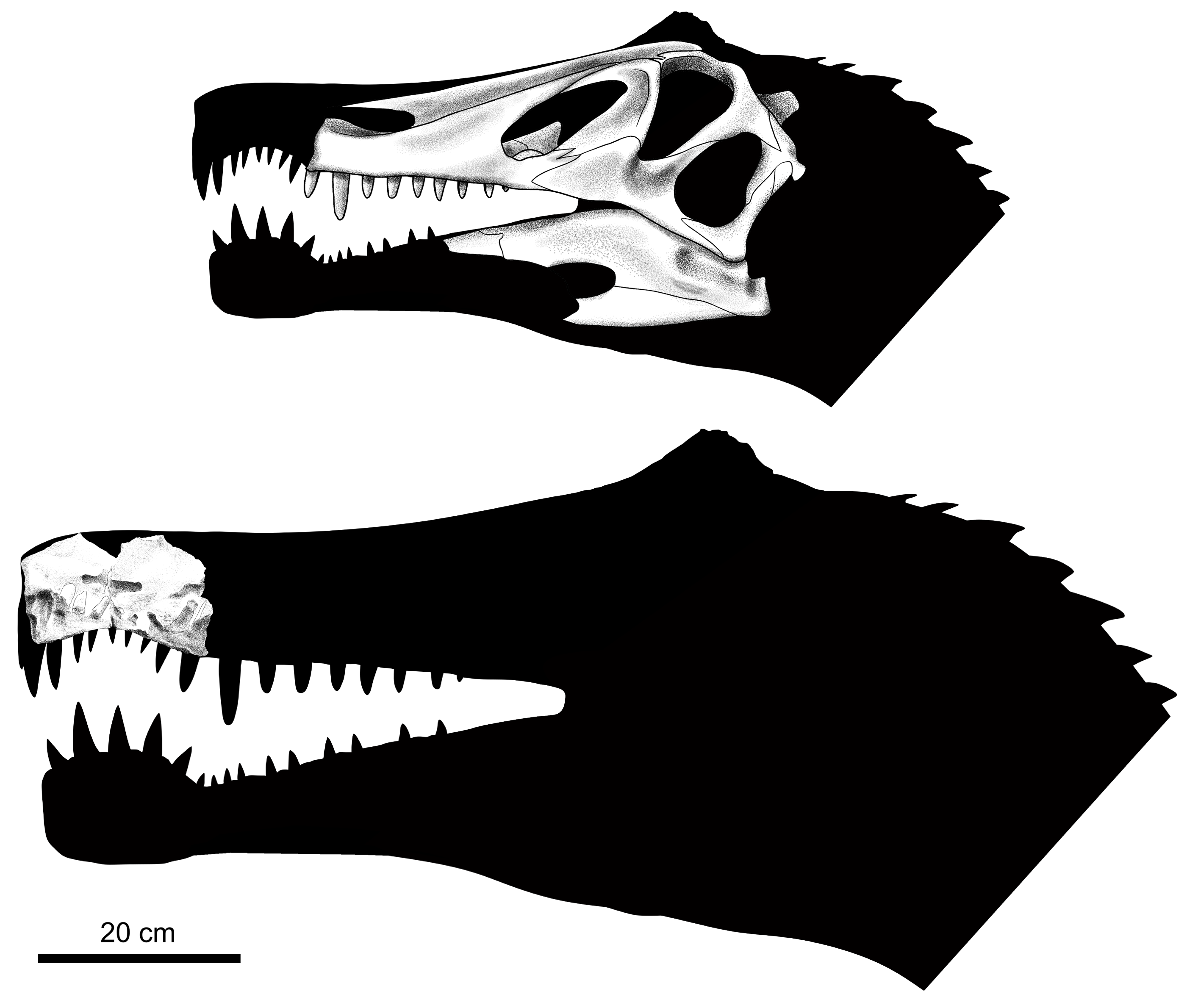
Holotipos de Irritator challengeri y Angaturama limai en su lugar, mostrando el mayor tamaño del cráneo de este último y el tercer diente maxilar izquierdo superpuesto, según lo propuesto por Sales y Schultz en 2017.

En la premaxila, se recuperó un diente roto con una corona dental parcial. Los dientes fuertemente extendidos y rectos con coronas cónicas no rectificadas, que medían de 6 a 40 milímetros de longitud, se incrustaron individualmente. Esto indica reemplazo continuo de dientes donde los nuevos dientes fueron empujados hacia arriba por los viejos. A juzgar por los alvéolos, cavidades dentales, el premaxilar tenía siete dientes en total, siendo el tercer diente el más grande. También se conservaron los tres dientes frontales del maxilar. Los dientes premaxilares aumentaron de tamaño de la primera a la tercera, se redujeron de la tercera a la sexta y se agrandaron de nuevo desde la sexta premaxilar a la tercera posición del maxilar. Un diastema de 16 centímetros estuvo presente entre el último premaxilar y el primer diente maxilar.

### Restos postcraneales
Aunque no se descubrieron restos óseos con la punta del hocico original de Angaturama , un esqueleto parcial, MN 4819-V, de una ubicación diferente puede pertenecer al género. Pero como no hay material superpuesto entre las dos muestras, no se pueden hacer comparaciones directas. MN 4819-V comprende una pelvis grande intacta, algunas vértebras dorsales y caudales, cinco vértebras sacra, una tibia derecha parcial y peroné, la mayor parte del fémur derecho y parte de un cúbito. También tiene la mano más completa conocida de un espinosáurido, que incluye metacarpianos, falanges , carpos y una garra . Como en todos los espinosáuridos, la garra del primer dedo fue recurvada y muy grande.
Los huesos pélvicos están bien conservados, con el lado derecho mejor articulado que el izquierdo. Las vértebras sacras fusionadas todavía están unidas a la pelvis, que carece de los extremos distales de sus dos huesos púbicos e isquiaticos. El ilion mide 55.3 centímetros de largo. El ala preacetabular, expansión frontal, del ilion estaba curvada en la parte inferior y era algo más corto y más profundo que el ala postacetabular, expansión posterior. El ala preacetabular estaba algo agrandada en la parte delantera, en contraste con la condición más delgada del ala postacetabular. La fosa corta, surco en la parte inferior del ala postacetabular, era cóncavo, al igual que el margen trasero del isquión. El pubis tenía una muesca del obturador relativamente grande y casi cerrado, una muesca en el margen inferior de la parte posterior del hueso que permitía el paso del nervio obturador. Las espinas neurales del sacro, que sobresalían hacia arriba, eran alargadas, como es típico en los espinosáuridos. En la vida, estos habrían estado cubiertos de piel, formando una " vela " en la espalda del animal. MN 4819-V se distingue de Suchomimus debido a su ilion más largo y menos profundo con un margen superior menos curvo, y de Baryonyx al tener un proceso de obturador más desarrollado , una estructura similar a una cuchilla en la parte inferior del isquion.

## Descubrimiento e investigación

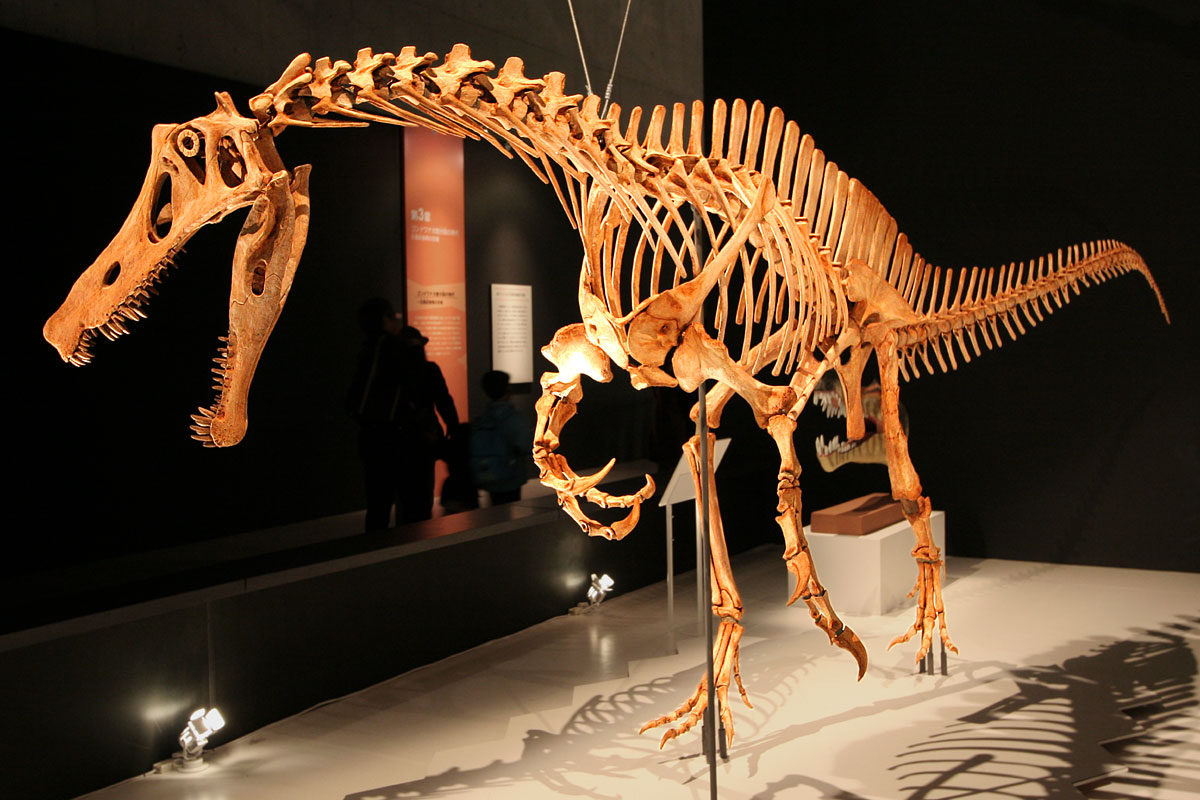
Esqueleto reconstruido de Irritator.

Cazadores furtivos de fósiles comerciales excavaron una concreción de tiza que contiene la parte trasera de un cráneo grande con mandíbulas inferiores cerca de la ciudad de Santana do Cariri, en el noreste de Brasil. Este fósil fue adquirido por comerciantes que lo vendieron ilegalmente. El comercio de fósiles está prohibido por ley en Brasil desde 1942, a Rupert Wild del Museo Estatal de Historia Natural de Stuttgart, Alemania. En ese momento se suponía que era el cráneo de un pterosaurio basal gigante de la Chapada do Araripe, región famosa por sus abundantes hallazgos de pterosaurios y el museo alemán a menudo compraba tales piezas. Como prometía ser un descubrimiento único de singular importancia, se contactó a expertos en pterosaurios alemanes y británicos para estudiar el ejemplar. Un artículo que describe como un pterosaurio ya había sido presentado para su publicación cuando los autores alemanes, los paleontólogos Eberhard Frey y Hans-Dieter Sues, fueron corregidos de esta noción por los revisores, quienes sugirieron que el fósil pertenecía a un dinosaurio terópodo.

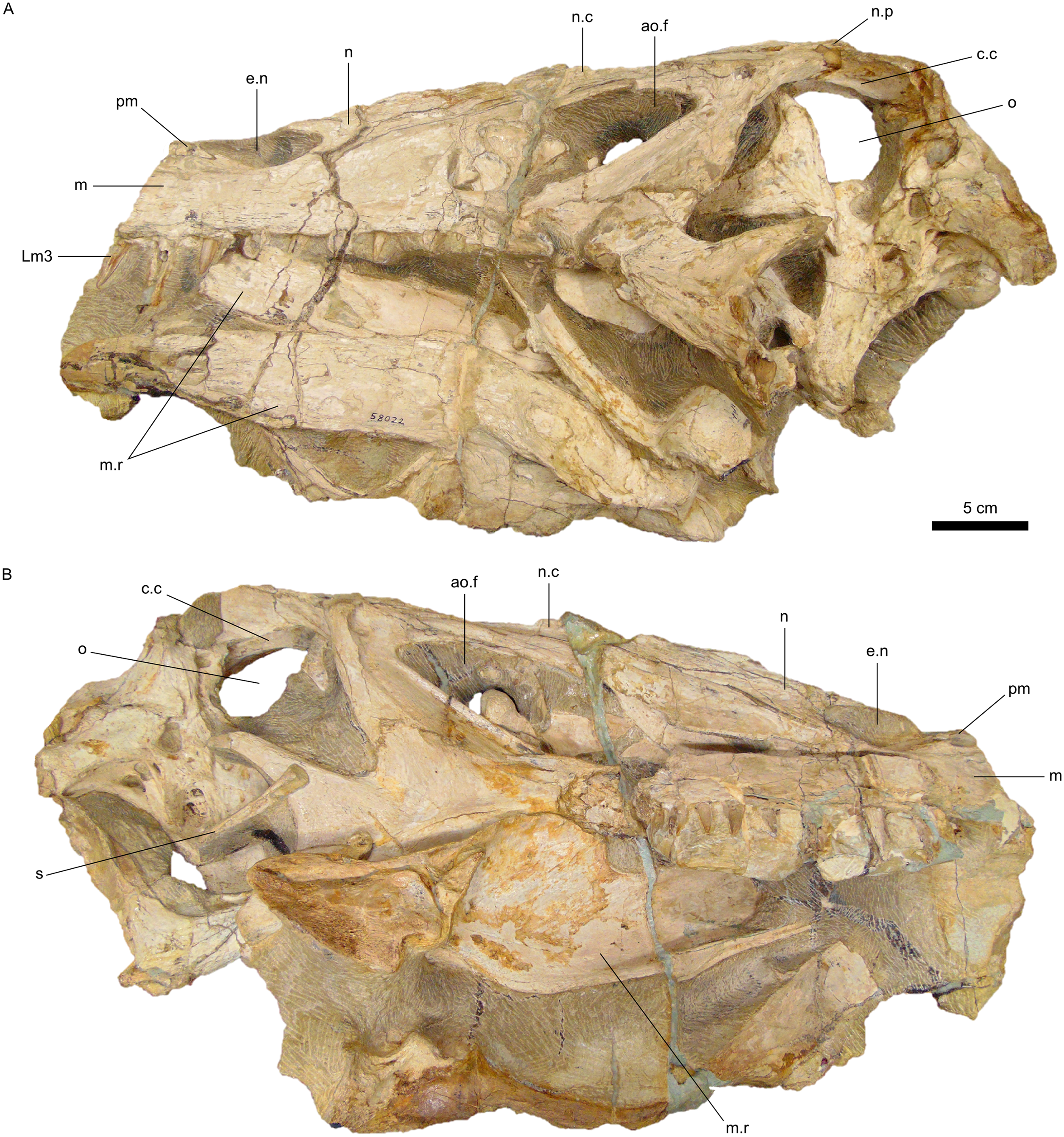
Cráneo holotipo de Irritator challengeri desde las vistas lateral izquierda (superior) y derecha

El cráneo está aplanado un poco de lado y, como es común con los fósiles, fue parcialmente aplastado. El lado derecho estaba bien conservado, mientras que el izquierdo estaba muy dañado durante la recolección. Parte de la superficie superior posterior del cráneo se había erosionado, y la parte inferior de la mandíbula carecía de su parte delantera, debido a su rotura durante la fosilización. Partes del espécimen también se agrietaron debido a que eran parte de una concreción septaria. También faltaba la punta de la mandíbula superior. Como no había signos de erosión, lo más probable es que se hubiera roto durante o después de la recolección del fósil. La corrosión evidente en ciertos huesos indica que se había intentado la preparación con ácido. Una fractura vertical estaba presente en la mitad del cráneo, que aparentemente había sido sellada con relleno de carrocería de automóvil. Con la esperanza de hacer que se vea más completo y valioso, los comerciantes de fósiles habían ocultado gravemente el cráneo debajo de yeso, una práctica generalizada entre los recolectores locales en la Chapada do Araripe, especialmente en fósiles de peces. Los compradores no estaban al tanto de las modificaciones al espécimen recolectado ilegalmente  hasta que fue enviado a universidades en el Reino Unido para la tomografía computarizada . Esto reveló que los recolectores habían intentado reconstruir el cráneo injertando partes del maxilar superior, hueso de la mandíbula superior principal, en la parte frontal del rostro, el hocico. El cráneo, designado SMNS 58022, se convirtió en el espécimen holotipo del nuevo género y especie Irritator challengeri en febrero de 1996, cuando fue descrito científicamente por los paleontólogos David M. Martill, Arthur R. I. Cruickshank, Eberhard Frey, Philip G. Small y Maria Clarke. En este artículo, Martill y su equipo escribieron que el nombre genérico Irritator venía "de la irritación, del sentimiento que sintieron los autores al descubrir que el hocico se había alargado artificialmente". La especie tipo , Irritator challengeri, fue nombrada en honor al Profesor Challenger , un personaje de la novela de Arthur Conan Doyle El mundo perdido. Dos años antes, Frey y Martill habían nombrado una nueva especie de pterosaurio de la Formación Crato Arthurdactylus conandoylei , en honor al novelista.

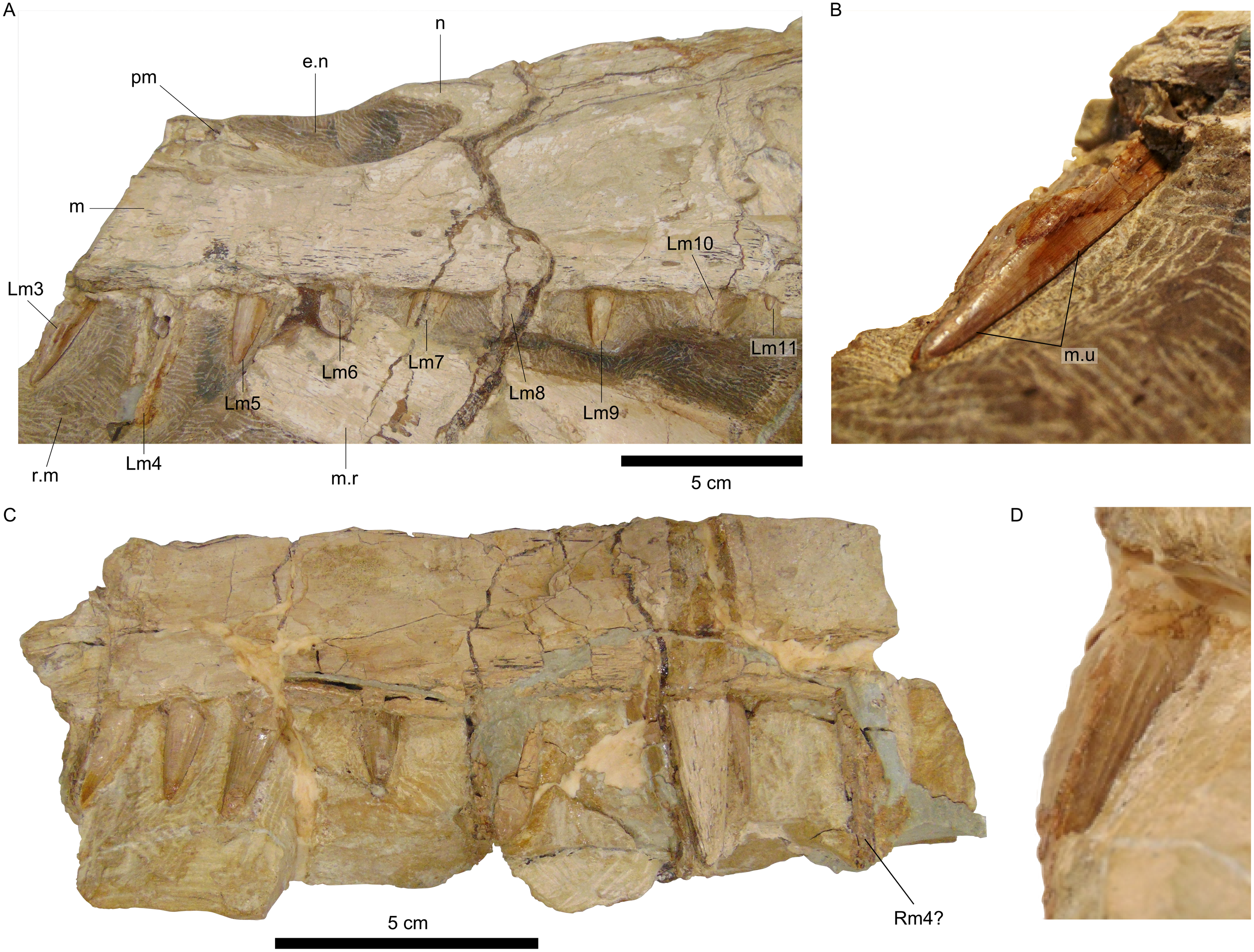
Primer plano de la mandíbula superior y dentición del holotipo de Irritator.

Cuando Martill y sus colegas describieron por primera vez Irritator challengeri, el holotipo todavía estaba encerrado extensamente en la matriz de roca calcárea. Investigadora Diane M. Scott de la Universidad de Toronto asumió la tarea de limpiar completamente el cráneo, lo que permitió una redcripción detallada en 2002. Escrita por Sues, Frey, Martill y Scott, esta inspección del espécimen ahora completamente preparado anuló muchas de las observaciones originales de Martill y sus colegas, que se basaron sobre malas interpretaciones del cráneo dañado y en gran parte oculto. La longitud estimada del cráneo completo fue 24 centímetros más corta que la propuesta anteriormente. Lo que originalmente se pensaba que era una prominente cresta en la cabeza resultó ser un fragmento de hueso no fijado e indeterminado. Además, se identificaron huesos de cráneo adicionales. Como en el estudio anterior, Sues y sus colegas consideraron al género africano Spinosaurus como el taxon más similar a Irritator, Porque compartían muchas características dentales, incluyendo coronas de los dientes cónicas y rectas, delgado de esmalte , bordes bien definidos sin estrías y longitudinalmente estriado. Dado que se sabía muy poco del cráneo de Spinosaurus en el momento, estas similitudes fueron suficientes para que los autores sugieren un posible sinonimia secundaria de Irritator con Spinosaurus . Sues y colegas señalaron que se necesitaba más material de cráneo que se superponía para un diagnóstico adicional. A medida que más del cráneo de Spinosaurus se hizo conocido, posteriores investigadores mantienen la separación de los dos taxones.
Aunque el sitio de descubrimiento es incierto, el espécimen probablemente proviene de la Formación Romualdo, anteriormente designado Miembro Romualdo de la entonces Formación Santana. Esta asignación fue confirmada por microfósiles del ostracodo Pattersoncypris, y escamas de pescado del ictiodéctido Cladocyclus, ambos encontrados en la Formación Romualdo. El interrogatorio de comerciantes de fósiles locales insinuó una localidad cercana al pueblo de Buxexé, cerca de Santana Do Cariri, en el flanco de la Chapada do Araripe, a una altitud de aproximadamente 650 metros. Dado que la Formación Romualdo está realmente expuesta allí, y la matriz que encierra el holotipo tiene el mismo color y textura que esas rocas, esta localidad puede considerarse como el sitio probable del descubrimiento del fósil. Irritator challengeri fue el primer dinosaurio descrito en la Formación Romualdo, y su espécimen holotipo representa el cráneo de espinosaurio más completamente conservado conocido. Irritator challengeri was the first dinosaur described from the Romualdo Formation, and its holotype specimen represents the most completely preserved spinosaurid skull known.

### Sinonimia conAngaturama
Angaturama limai, otro espinosáurido del mismo tiempo y lugar que Irritator challengeri, descrito por los paleontólogos brasileños Alexander W. A. Kellner y Diógenes de Almeida Campos en febrero de 1996. Se mantuvo hoy bajo el número de muestra USP GP / 2T-5 en la Universidad de São Paulo, el espécimen holotipo consiste en una punta de hocico aislado de la Formación Romualdo. Se extrajo de un nódulo calcáreo utilizando una técnica desarrollada originalmente para fósiles de pterosaurios. El nombre genérico se refiere a Angaturama, un espíritu protector en la cultura indígena aborigen Tupi de Brasil. El nombre específico rinde homenaje al fallecido paleontólogo brasileño Murilo R. de Lima, quien informó a Kellner sobre el espécimen en 1991.

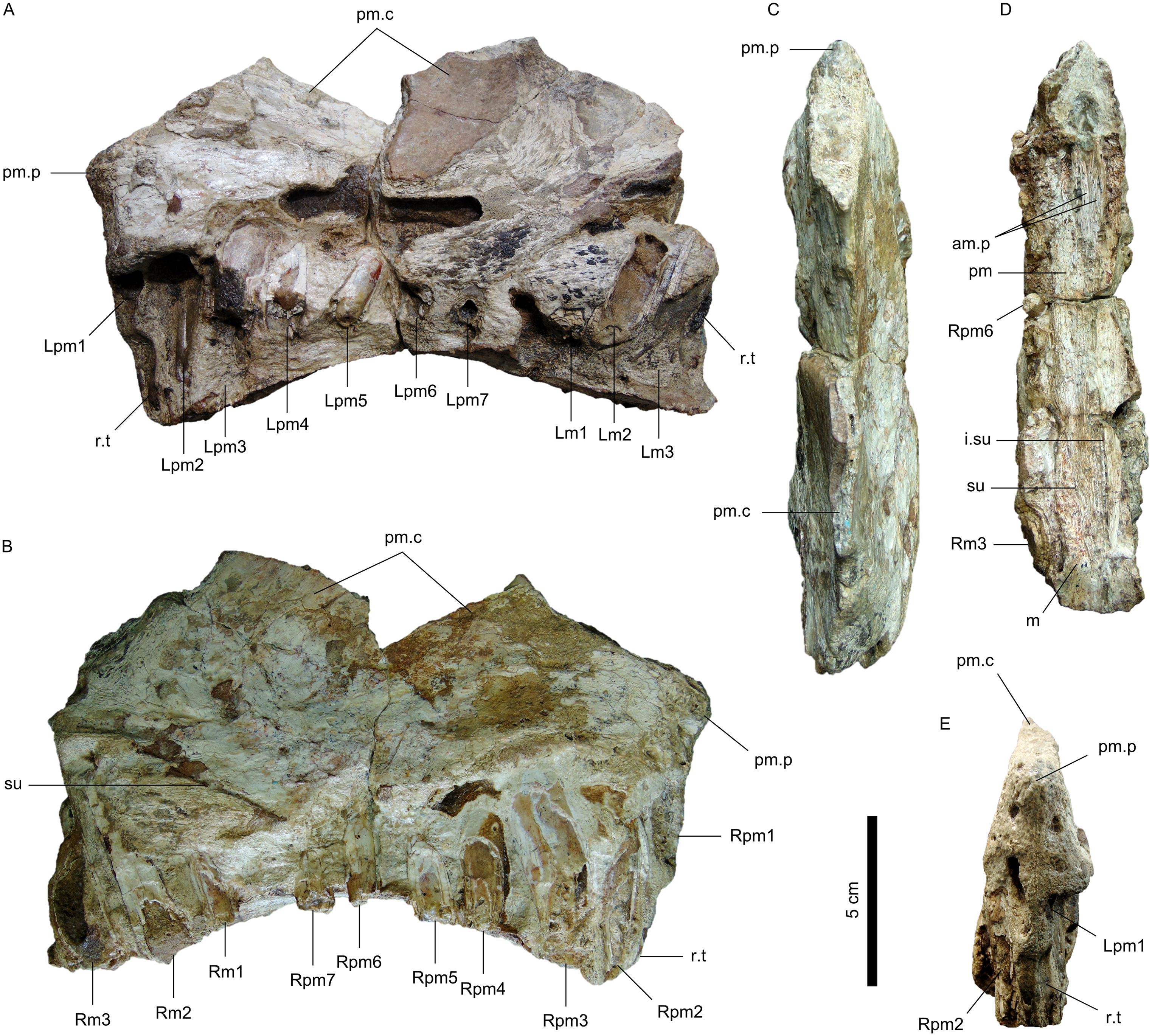
Holotipo de Angaturama limai desde varios ángulos

En 1997, los paleontólogos británicos Alan J. Charig y Angela C. Milner consideraron a Angaturama como un sinónimo más moderno de Irritador y señalaron que ambos géneros se habían retraído las fosas nasales, las mandíbulas largas y la dentición característica de los spinosáuridos. Paul Sereno y sus colegas en 1998 estuvieron de acuerdo con esta posibilidad, y además observaron que el holotipo de Angaturama parece completar el de Irritador, lo que significa que podrían pertenecer al mismo espécimen. Autores, incluidos Éric Buffetaut y Mohamed Ouaja en 2002, Cristiano Dal Sasso y sus colegas en 2005, Tor G. Bertin en 2010, Darren Naish en 2013, y Madani Benyoucef y colegas en 2015 apoyaron esta conclusión. En su redescripción de Irritator, Sues y sus colegas señalaron que ambos holotipos son igualmente estrechos, y comparten dientes redondos transversalmente con bordes definidos y sin arraigar. También observaron que una cresta sagital en el premaxilar de Angaturama puede corresponder con la de los huesos nasales de Irritator.  Se ha planteado alguna objeción a estas afirmaciones. Kellner y Campos en 2000 y la paleontóloga brasileña Elaine B. Machado y Kellner en 2005 expresaron la opinión de que los fósiles provienen de dos géneros diferentes, y que el holotipo de Angaturama limai fue claramente más aplanado lateralmente que el de Irritator challengeri .
Una revisión de ambos fósiles realizada por los paleontólogos brasileños Marcos A. F. Sales y Cesar L. Schultz en 2017 señaló que los especímenes también difieren en otros aspectos de su preservación. El espécimen de Irritador es de color más brillante y se ve afectado por una grieta vertical, mientras que el de Angaturama tiene muchas cavidades. El daño a los dientes del holotipo de Irritator challengeri también es mucho menos grave. Sales y Schultz también identificaron un posible punto de superposición, el tercer diente maxilar izquierdo y observaron que el cráneo de Angaturama podría haber sido más grande que el de Irritator en función de las proporciones del género estrechamente relacionado Baryonyx. Por lo tanto, llegaron a la conclusión de que los dos especímenes no pertenecían al mismo ejemplar, Sales y Schultz señalaron que la sinonimia a nivel de género tendría que ser verificada por los restos superpuestos más extensamente. Si se considera que Angaturama e Irritator son miembros del mismo género, este último sería el nombre científico válido según las reglas de prioridad , ya que fue nombrado casi un mes antes.

### Otros hallazgos

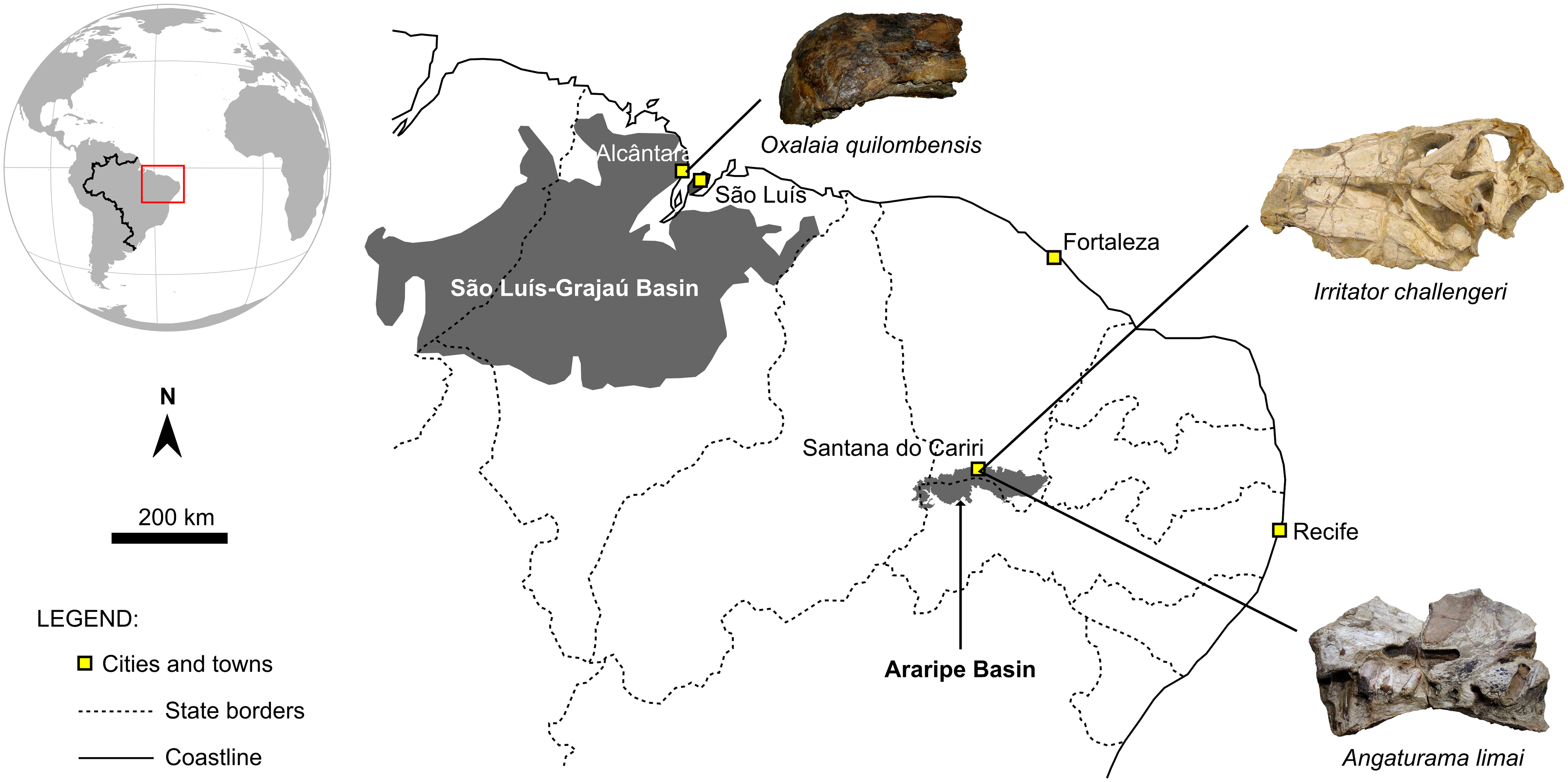
Mapa que muestra la región noreste de Brasil, con los sitios de descubrimiento de tres especímenes fósiles de espinosaurio en las cuencas de Araripe y São Luís-Grajaú. De arriba abajo: Oxalaia, Irritador y Angaturama.

Además de los elementos de cráneo y algunos dientes aislados, la Formación Romualdo también ha dado restos postcranjeales de espinosáuridos, muchos de los cuales hasta ahora no han sido descrito y todas ellos pertenecientes a la subfamilia Spinosaurinae.. En 2004, se descubrieron partes de una columna vertebral, MN 4743-V en la formación. El paleontólogo brasileño Jonathas Bittencourt y Kellner asignaron estos, debido a su estructura a Spinosauridae. Es incierto si este espécimen se puede referir a Irritator o Angaturama, dado que ambos se basan únicamente en el material del cráneo. En 2007, Machado y Kellner refirieron tentativamente un fragmento de costilla, MN 7021-V, a Spinosauridae. Sin embargo, el espécimen de espinosáurido más completo recuperado de la Formación Romualdo es MN 4819-V, un esqueleto parcial que carece del cráneo. Informado por primera vez en 1991, Kellner remitió el espécimen a Spinosauridae en 2001 debido a sus espinas neurales sacras altas y la condición ampliada de la garra de la mano. El esqueleto fue descrito completamente en 2010 en una tesis de maestría hasta el momento no publicada por Machado. Una extremidad posterior incompleta, MPSC R-2089, mencionada en 2013 también podría pertenecer a la Spinosauridae. En 2018 , Tito Aureliano y su equipo describieron LPP-PV-0042, parte de una tibia izquierda de un individuo particularmente grande. Como es común con los fósiles de la Cuenca de Araripe , la mayoría del material de espinosauri´do de la Formación Romualdo se recolectó en circunstancias no controladas para su uso en el comercio ilegal de fósiles. Como tal, muchos especímenes están parcialmente dañados y sin datos geológicos de campo precisos.

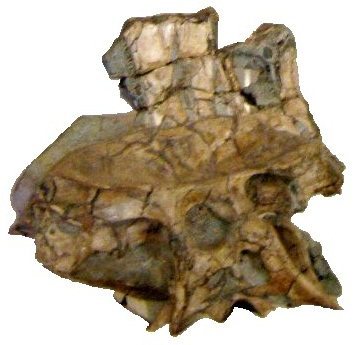
Pelvis Spinosaurine y vértebras sacras, espécimen MN 4819-V, Museo Nacional de Río de Janeiro

Algunos de los restos postcráneales de la Formación Romualdo se utilizaron como base para la creación de una réplica esquelética deAngaturama, posteriormente montada en la propiedad de la Universidad Federal Museu Nacional do Rio de Janeiro, en el Museo Nacional de Río de Janeiro. El esqueleto representó al animal llevando un pterosaurio ananguérido en sus mandíbulas Fue la pieza central de la exhibición Dinossauros no Sertão, Dinosaurios del Sertón, que se abrió al público en marzo de 2009, y se convirtió en el primer dinosaurio brasileño carnívoro de gran tamaño que se exhibió. Algunos de los elementos postcraneales originale, incluyendo la pelvis fósil y las vértebras sacras, se presentaron junto al modelo. En los comunicados de prensa de la apertura de la exhibición, Kellner implícitamente informó que el MN 4819-V pertenecía a Angaturama. Esto también se refleja en la inclusión del espécimen en el montaje esquelético. En 2011 , un tercer espinosaurio brasileño, Oxalaia quilombensi, fue nombrado y descrito por la Formación Alcântara del Grupo Itapecuru, parte de la Cuenca de São Luís. Esta especie más grande, conocida solo por la punta de un hocico aislado y el fragmento de la mandíbula superior, vivió durante el Cenomaniano, alrededor de seis a nueve millones de años después de Irritator y Angaturama. Oxalaia quilombensis se diferencia de Angaturama limai por su hocico más amplio y redondeado y por la ausencia de una cresta sagital en los premaxilares. En septiembre de 2018, se desató un incendio en el palacio que alberga el Museo Nacional, destruyendo en gran parte las colecciones de fósiles y posiblemente el esqueleto y los elementos fósiles de Angaturama exhibidos. El holotipo de Oxalaia quilombensis, que se almacenó en el mismo edificio, también puede haber sido destruido.

## Clasificación
Martill y su equipo originalmente clasificaron a Irritator como dinosaurio maniraptor en el clado Bullatosauria, un grupo que ya no se considera monofilético, como un pariente cercano a los emplumados ornitomimosaurios y trodóntidos. Dado que su morfología dental, particularmente su hocico largo, y su supuesta cresta con forma de aleta eran características desconocidas en otros maniraptores, los investigadores erigieron la nueva familia Irritatoridae dentro del clado. Reconocieron las afinidades de Irritator con Spinosaurus, en la que ambos tenían una forma similar y dientes no serrados, pero señaló que la mandíbula del último no sería similar con el frente de la mandíbula superior Irritator ' mandíbula superior y que otros dinosaurios no aviares como Compsognathus y Ornitholestes tampoco tenían estrías en algunos o todos de sus dientes.  Algunas de estas afirmaciones fueron cuestionadas en 1996 por Kellner, quien descubrió que el cráneo de Irritator carecía de la autapomorfía, característica distintiva, diagnosticada en maniraptores en ese momento, que tenía su hueso yugal formando parte de la fenestra antorbital. También señaló que el holotipo de Irritator challengeri no tenía la punta de su hocico, no sería posible saber si el dentario de Spinosaurus podría complementarlo o no. Sobre la base de comparaciones con Spinosaurus, Kellner coloco a Irritator como un Spinosauridae y sinonimizo Irritatoridae con esa familia. Irritador fue asignado a la Baryonychidae junto con Angaturama, Baryonyx, Suchomimus y Spinosaurus por Oliver WM Rauhut en 2003. Thomas Holtz y sus colegas en 2004 consideraron la Baryonychidae como sinónimo de Spinosauridae, y trasladaron estos géneros a esta última familia. La mayoría de las revisiones posteriores han confirmado estas clasificaciones. Como espinosáuridos, Irritator y Angaturama se colocan dentro de la superfamilia Megalosauroidea , con Spinosauridae como una posible taxón hermana de Megalosauridae.

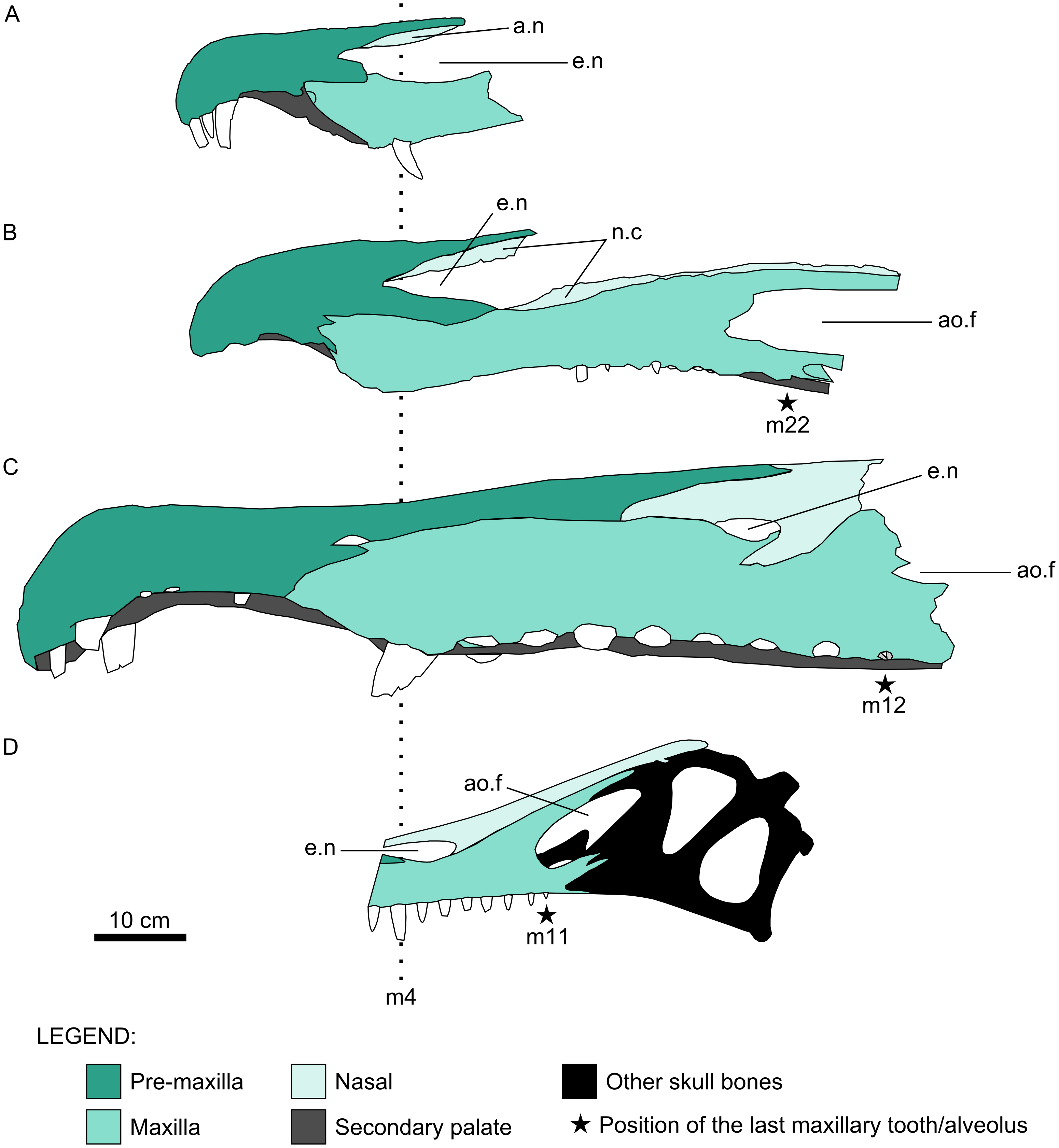
Diagrama que ilustra los elementos del cráneo de Irritator, parte inferior y otros espinosáuridos, comparando las posiciones relativas de las narinas externas o fosas nasales óseas.

En 1998, Sereno y sus colegas definieron dos subfamilias dentro de Spinosauridae en función de las características craneales, cráneo y dientes. Fueron Spinosaurinae, donde colocaron Spinosaurus e Irritador y Baryonychinae, a la que asignaron Baryonyx, Suchomimus y Cristatusaurus. los espinosaurinos se distinguían por sus dientes cónicos, rectos y más espaciados, así como por los primeros dientes más pequeños en el premaxilar. En 2005, Dal Sasso y sus colegas asumieron que las fosas nasales de Irritator estaban ubicadas por encima de la mitad de la fila de dientes superiores, más hacia atrás que en los barioniquios, pero menos que en Spinosaurus. Sales y Schultz en 2017 encontraron que las fosas nasales de Irritator se colocaron más cerca de la parte frontal de la mandíbula, como en Baryonyx y Suchomimus, esta colocación más avanzada de las fosas nasales fue considerada típicamente característica de los barioniquios. Sin embargo, Irritator también tenía dientes no dentados, un rasgo asociado con los espinosaurinos. Sales y Schultz señalaron que el Irritator y Angaturama de la cuenca de Araripe podrían representar formas intermedias entre los barioniquios anteriores y los espinosaurinos posteriores y que las investigaciones posteriores podrían convertir al primero en un grupo parafilético, no natural.
Irritador se distingue además de Baryonyx, Suchomimus y Cristatusaurus al tener un poco más de la mitad de los dientes en el maxilar y en Spinosaurus debido a sus aberturas nasales comparativamente más grandes y más adelantadas, que, a diferencia de Spinosaurus , también están formadas por el premaxilar. La estrecha cresta sagital, que termina en un proceso similar a un botón por encima de los frontales, es otra automamorfía que separa a Irritator de otros espinosáuridos. Aunque el hocico deAngaturama limai es generalmente más estrecho que en otros espinosáuridos, esto podría deberse al daño sufrido por el fósil, el holotipo aparece parcialmente aplastado y roto en su margen inferior, con algunos de los dientes conservados que se han cortado a lo largo de su longitud. Por lo tanto, Angaturama solamente conserva una autapomorfía válida, su cresta sagital, que se extiende hacia delante más lejos en el rostro y es más exagerada que en otros cráneos espinosáuridos conocidos.

### Sistemática

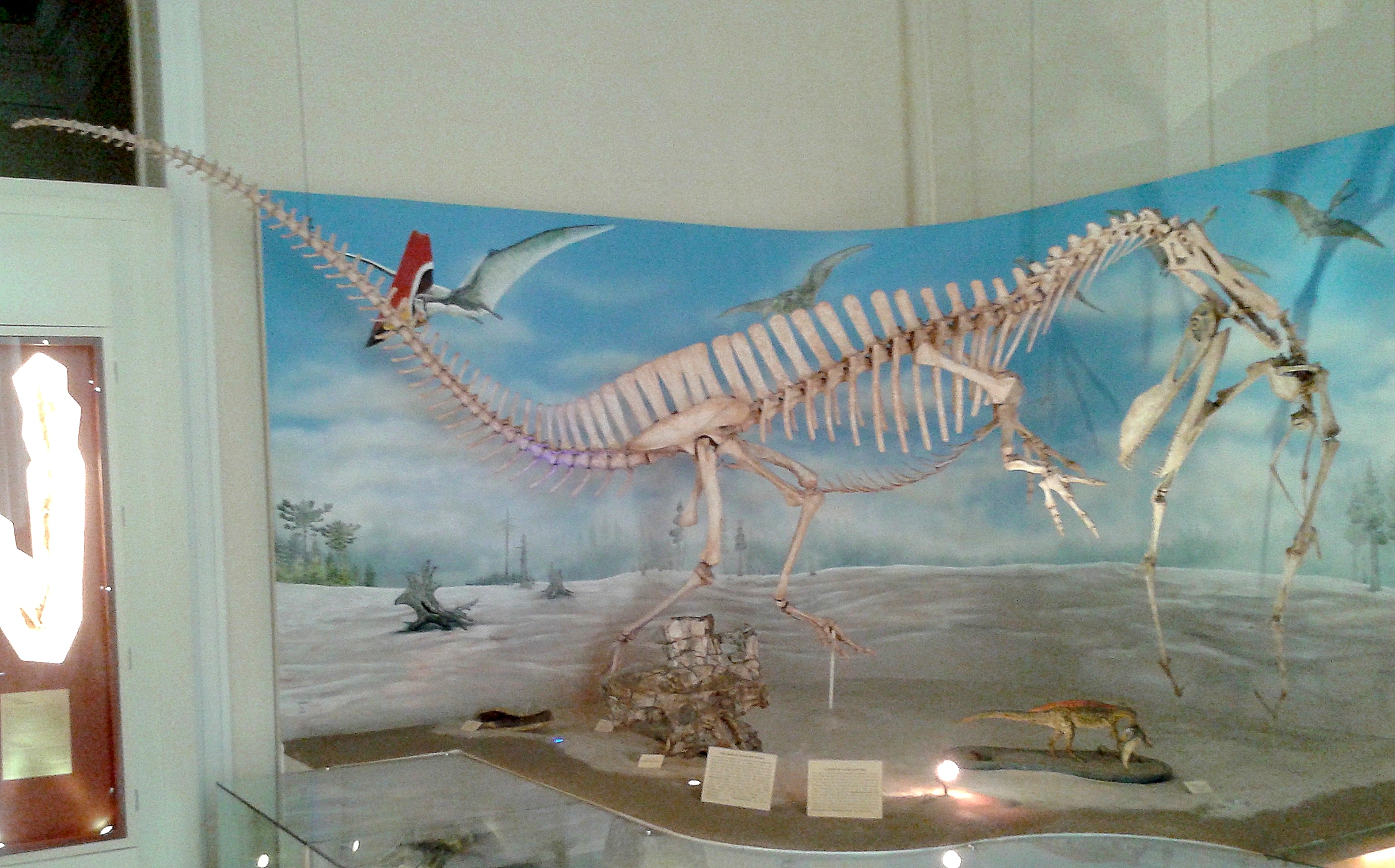
Reconstrucción en el Museo Nacional de Brasil.

| Baryonychinae | \| \| Baryonyx \| \| \| \| \| \| Cristatusaurus \| \| \| \| \| \| Suchomimus \| \| \| \| |
|               | \| \| Baryonyx \| \| \| \| \| \| Cristatusaurus \| \| \| \| \| \| Suchomimus \| \| \| \| |
|               | Baryonyx                                                                                 |
|               |                                                                                          |
|               | Cristatusaurus                                                                           |
|               |                                                                                          |
|               | Suchomimus                                                                               |
|               |                                                                                          |

|  | Baryonyx       |
|  |                |
|  | Cristatusaurus |
|  |                |
|  | Suchomimus     |
|  |                |

| Spinosaurinae | \| \| Irritator \| \| \| \| \| \| Angaturama \| \| \| \| \| \| ?Siamosaurus \| \| \| \| \| \| Spinosaurus \| \| \| \| |
|               | \| \| Irritator \| \| \| \| \| \| Angaturama \| \| \| \| \| \| ?Siamosaurus \| \| \| \| \| \| Spinosaurus \| \| \| \| |
|               | Irritator |
|               | |
|               | Angaturama |
|               | |
|               | ?Siamosaurus |
|               | |
|               | Spinosaurus |
|               | |

|  | Irritator    |
|  |              |
|  | Angaturama   |
|  |              |
|  | ?Siamosaurus |
|  |              |
|  | Spinosaurus  |
|  |              |

| Baryonychinae | \| \| Baryonyx \| \| \| \| \| \| Cristatusaurus \| \| \| \| \| \| Suchomimus \| \| \| \| |
|               | \| \| Baryonyx \| \| \| \| \| \| Cristatusaurus \| \| \| \| \| \| Suchomimus \| \| \| \| |
|               | Baryonyx                                                                                 |
|               |                                                                                          |
|               | Cristatusaurus                                                                           |
|               |                                                                                          |
|               | Suchomimus                                                                               |
|               |                                                                                          |

|  | Baryonyx       |
|  |                |
|  | Cristatusaurus |
|  |                |
|  | Suchomimus     |
|  |                |

| Spinosaurinae | \| \| Irritator \| \| \| \| \| \| Angaturama \| \| \| \| \| \| ?Siamosaurus \| \| \| \| \| \| Spinosaurus \| \| \| \| |
|               | \| \| Irritator \| \| \| \| \| \| Angaturama \| \| \| \| \| \| ?Siamosaurus \| \| \| \| \| \| Spinosaurus \| \| \| \| |
|               | Irritator |
|               | |
|               | Angaturama |
|               | |
|               | ?Siamosaurus |
|               | |
|               | Spinosaurus |
|               | |

|  | Irritator    |
|  |              |
|  | Angaturama   |
|  |              |
|  | ?Siamosaurus |
|  |              |
|  | Spinosaurus  |
|  |              |

## Paleobiología

### Dieta y métodos de alimentación
En 1996, Martill y sus colegas teorizaron que Irritator challengeri, con su hocico alargado y sus dientes cónicos no serrados, probablemente tenía al menos una dieta parcialmente piscívora. Aunque gran parte de la morfología del holotipo resultó ser muy diferente de lo que pensaban, estudios posteriores respaldaron estas observaciones. Los espinosáuridos tenían mandíbulas muy angostas y alargadas con dientes puntiagudos relativamente homogéneos, un arreglo que se encuentra particularmente en animales como el gavial de la India, el cocodrilo más piscívoro existente. Los largos dientes cónicos, que en los espinosáuridos no poseían bordes serrados, eran adecuados para agarrar y sostener la presa. Se diferenciaban de los dientes de otros terópodos, que parecían orientados a desgarrar o cortar partes del cuerpo.

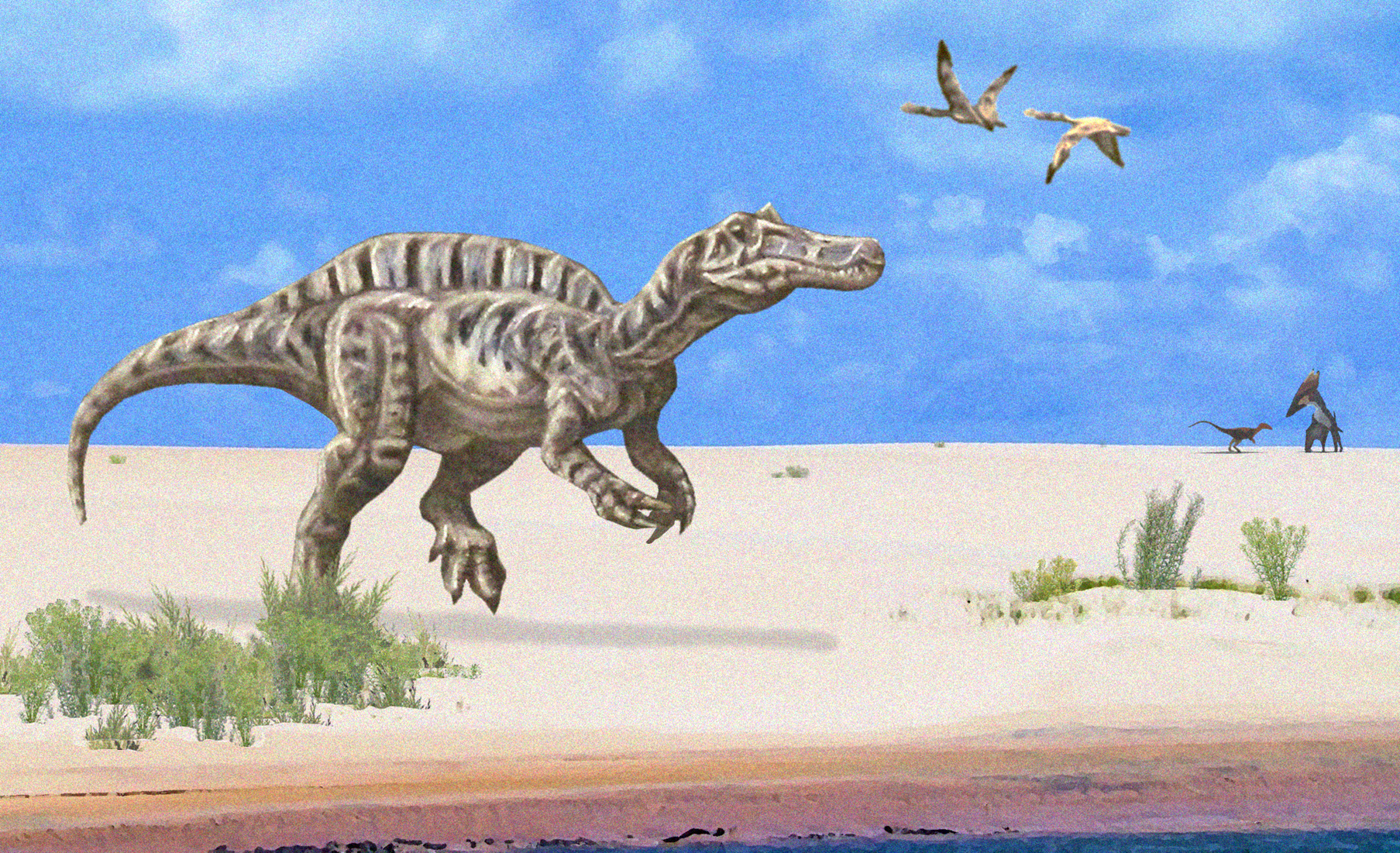
Restauración del Irritator caminando por la costa en el entorno de la formación Romualdo.

Irritador compartió con los cocodrilos un paladar secundario rígido y una fenestra antorbitarial reducida. En 2007, un estudio de análisis de elementos finitos realizado por la paleontóloga británica Emily J. Rayfield y sus colegas descubrió que estos atributos, presentes también en otros espinosáuridos, hicieron que el cráneo fuera más resistente a la torsión de las cargas de elementos de presa cuando se alimentaban. Los autores señalaron que, en contraste, la mayoría de los terópodos carecían de paladares secundarios y tenían una fenestra antorbitarial grande, intercambiando fuerza por construcciones de cráneo más ligeras. Las fosas nasales de Irritador fueron desplazados muy atrás de la punta del hocico; esto, junto con el paladar secundario, que separaba los pasajes nasales del animal desde el interior de su boca, hacía posible la respiración incluso si la mayor parte de la mandíbula estaba bajo el agua o mantenía una presa. En particular, la cresta sagital de Irritator es una indicación de la musculatura del cuello pronunciada, que habría sido necesario para cerrar las mandíbulas rápidamente contra la resistencia al agua y retirar la cabeza rápidamente. En 2015, la paleontóloga alemana Serjoscha W. Evers y sus colegas encontraron evidencia de adaptaciones similares en el espinosáurido africano Sigilmassasaurus. Las vértebras del cuello de este género tienen una superficie inferior muy surcada. Esto es consistente con la unión de poderosos músculos del cuello para usarlos en la pesca o para atrapar rápidamente pequeñas presas, un rasgo que también se observa en los cocodrilos y aves existentes. Sales y Schultz en 2017 encontraron que Irritator y las barioniquinos podrían haber dependido más de su sentido del olfato para la caza que el Spinosaurus ya que tenían fosas nasales más grandes, menos retraídas y más espacio en sus cráneos para la cavidad nasal. El propio Spinosaurus probablemente hizo un uso más intenso de los sentidos, como la visión o los mecanorreceptores en la punta de su hocico, como los que usan los cocodrilos para detectar presas que se mueven en el agua.
Otro rasgo de los espirosáuridos compartidos con los gaviales fue una punta de hocico agrandada que empuñaba una serie de dientes entrelazados en forma de roseta, útiles para empalar y atrapar peces. Aunque en menor grado que la mayoría de los espinosáuridos conocidos, esta característica también estaba presente en el holotipo Angaturama limai. En 2002, Sues y sus colegas señalaron, sin embargo, que no habría razón para suponer que los Spinosauridae se especializaran completamente en la pesca. Destacaron más bien que esta morfología de la cabeza indica una alimentación generalista , particularmente en animales de presa pequeños. De hecho, se encontraron porciones de un joven Iguanodon, un herbívoro terrestre, dentro del esqueleto fósil de un Baryonyx. En 2004, Naish y sus colegas apoyaron la teoría de que Irritator cazaba animales acuáticos y terrestres como un generalista dentro del área costera y, además, probablemente buscaba carroña. Se descubrió un diente perteneciente a Irritador aún insertado en la columna vertebral de cuello fósil de un pterosaurio ornitoqueiroideo, probablemente con una envergadura de 3,3 m. Esto indica que Irritator también comió pterosaurios, aunque no se sabe si cazó activamente a estos animales o simplemente limpió los restos. En 2018, Aureliano y sus colegas presentaron un posible escenario para la red alimentaria de la Formación Romualdo. Los investigadores propusieron que los espinoáuridos de la formación también pueden haber cazado crocodiliformes acuáticos y terrestres, juveniles de su propia especie, tortugas y dinosaurios de tamaño pequeño a mediano. Esto habría hecho de los espinosáuridos depredadores principales de en este ecosistema particular.

### Hábitos acuáticos
Muchos espinosáuridos probablemente tenían hábitos semiacuáticos, como se ha demostrado en estudios que utilizan técnicas como el análisis de isótopos y la histología ósea . Se ha encontrado que probablemente aprovecharon las presas y los ambientes acuáticos, usualmente hábitats ribereños y costeros, para ocupar un nicho ecológico distinto, evitando así la competencia con terópodos más terrestres. Las espinosaurinos parecen haber sido más adaptadas para tales estilos de vida que las barioniquinos. Un estudio realizado en 2018 por el paleontólogo británico Thomas MS Arden y sus colegas examinaron la morfología de los huesos del cráneo de espinosáuridos en busca de posibles rasgos acuáticos. Descubrieron que los huesos frontales de Irritator, Spinosaurus y Sigilmassasaurus eran similares al ser arqueados, cóncavos en la parte superior y estrechados al frente, características que habrían resultado en la colocación de los ojos más arriba en la cabeza que en otros terópodos. En particular, la mandíbula inferior ancha y los frontales estrechados de Irritator dieron lugar a que las órbitas se enfrentaran en una inclinación pronunciada hacia la línea media del cráneo, mientras que la mayoría de los terópodos tenían lateralmente las órbitas. Estos rasgos habrían permitido al animal ver por encima de la línea de flotación cuando estaba sumergido.
En 2018, Aureliano y sus colegas realizaron un análisis sobre el fragmento de tibia de la Formación Romualdo. La tomografía computarizada de la muestra en la Universidad de San Carlos reveló alta densidad ósea, osteosclerosis.  Esta condición solo se había observado anteriormente en Spinosaurus aegyptiacus, como una forma posible de facilitar la inmersión en el agua haciendo que sus huesos sean más pesados. La presencia de esta condición en el fragmento de la pierna brasileña mostró que los huesos compactos ya habían evolucionado en espinosáuridos al menos 10 millones de años antes de la aparición del Spinosaurus en Marruecos. Según la fijación filogenética, un método utilizado para inferir rasgos desconocidos en los organismos en comparación con sus parientes, la alta densidad ósea podría haber sido la norma entre los miembros de Spinosaurinae.  La importancia de estos rasgos se cuestionó en una publicación posterior de 2018, donde el paleobiólogo canadiense Donald Henderson argumentó que la alta densidad ósea no habría cambiado la flotabilidad de un terópodo en una medida significativa.

## Paleoecología
Tanto Irritator y como su posible sinónimo Angaturama se conocen de la formación Romualdo, cuyas rocas se fechan en la etapa albiana del Período Cretácico temprano, hace unos 110 millones de años.[22] Durante este tiempo, el Océano Atlántico Sur se estaba abriendo, formando la serie de cuencas circunatlánticas del sur de Brasil y el sudoeste de África, pero la parte noreste de Brasil y África occidental aún estaban conectadas. La formación Romualdo es parte del Grupo Santana y en el momento en que se describió a Irritator, se pensaba que era un miembro de lo que entonces se consideraba la formación Santana. La formación Romualdo es una Lagerstätte, un depósito sedimentario que conserva fósiles en excelentes condiciones, que consiste en concreciones de piedra caliza incrustadas en lutitas y se sobrepone a la formación Crato. Es bien conocido por conservar fósiles tridimensionalmente en concreciones de piedra caliza, incluyendo muchos fósiles de pterosaurios. Además de las fibras musculares de pterosaurios y dinosaurios, se han encontrado peces que conservan branquias, tractos digestivos y corazones. La formación se interpreta como una laguna costera con influencia irregular de agua dulce que compite con ciclos de transgresión y regresión marina. El clima de la formación era tropical y correspondía en gran medida al clima brasileño actual. Las regiones que rodean la formación fueron áridas a semiáridas, con la mayor parte de la flora local siendo xerofítica, adaptada a ambientes secos. Cycadales y la conífera extinta Brachyphyllum fueron las plantas más extendidas.

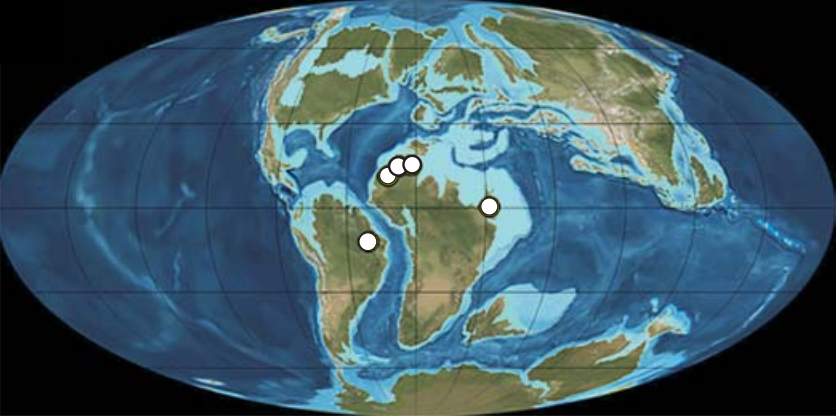
Ubicaciones generalizadas de los descubrimientos de fósiles de espinosáurido del Albiano - Cenomaniano, hace 113 a 93.9 millones de años, marcados en un mapa de ese lapso de tiempo.

Este entorno estaba dominado por pterosaurs, incluyendo, Anhanguera, Araripedactylus, Araripesaurus, Brasileodactylus, Cearadactylus, Coloborhynchus, Santanadactylus, Tapejara, Thalassodromeus, Tupuxuara, Barbosania, Maaradactylus, Tropeognathus y Unwindia. La fauna de dinosaurios conocida, además de Irritador, estaba representada por otros terópodos como el tiranosauroide Santanaraptor , el compsognatído Mirischia, un dromeosáurido unenlagiino indeterminado, y un megaraptoriano. Las cocodrilomorfos Araripesuchus y Caririsuchus , así como las tortugas Brasilemys, Cearachelys, Araripemys, Euraxemys y Santanachelys se conocen de los depósitos. También hubo langostinos. , erizos de mar , ostracodos y moluscos. Varios fósiles de peces bien conservados registran la presencia de, tiburones hibodontidos, rinobátidos, lepisosteiformes, amiididos, opiopsidos , oshuniidos , picnodontidos, aspidorhynchidos, ictiodéctidos, albúlidos , chanidos, mawsonidos  y algunas formas inciertas. Según Naish y sus colegas, la falta de dinosaurios herbívoros podría significar que la vegetación local era escasa y, por lo tanto, incapaz de sostener una gran población de ellos. Los abundantes terópodos carnívoros se habrían convertido entonces en la exuberante vida acuática como fuente primaria de alimento. También plantearon la hipótesis de que después de los eventos de tormenta, los cadáveres de pterosaurios y peces podrían haberse acumulado en la costa, proporcionando a los terópodos una gran cantidad de carroña. Múltiples animales piscívoros estaban presentes en la formación, lo que en teoría podría haber conducido a una alta competencia. Aureliano y sus colegas declararon que, por lo tanto, debe haber habido algún grado de partición de nicho, donde diferentes animales se habrían alimentado de presas de diversos tamaños y ubicaciones dentro de la laguna.
Las similitudes entre la fauna de las formaciones de Romualdo y Crato con la del Cretáceo medio de África sugieren que la cuenca de Araripe estaba conectada al mar de Tetis, aunque este vínculo era probablemente esporádico, debido a que la falta de invertebrados marinos indica que la cuenca tenía depósitos de datación no marinos. Los espinosáuridos ya habían alcanzado una distribución cosmopolita durante el Cretácico temprano. Sereno y sus colegas en 1998 sugirieron que con la apertura del mar de Tetis, los espinosáurinos habrían evolucionado en el sur, África, en Gondwana y barioquinos en el norte, Europa, en Laurasia. A continuación, Machado y Kellner teorizaron en 2005 que los espinosaurinos se habrían propagado a Sudamérica desde África. Sereno y sus colegas postularon que la evolución divergente entre los espinosáuridos en América del Sur y África probablemente se produjo como consecuencia del Océano Atlántico, cuya apertura separó gradualmente los continentes y contribuyó a las diferencias entre los taxones. El paleontólogo brasileño Manuel A. Medeiros y sus colegas sugirieron un escenario similar en 2014 para la fauna de la formación Alcântara, donde se ha encontrado Oxalaia. Pero la paleobiogeografía de los espinosáurdios siguen siendo altamente teórica e inciert, con descubrimientos en Asia y Australia que indican que puede haber sido más compleja.

## Tafonomía
Los tafonomía, cambios entre la muerte y la fosilización, del espécimen holotipo de Irritator challengeri ha sido discutido por algunos investigadores. El cráneo fue encontrado acostado de lado. Antes de la fosilización, se perdieron varios huesos de la parte posterior del cerebro, así como los huesos dentarios, espleniales , coronoides y angulares derechos de la mandíbula inferior. Otros huesos, en su mayoría de la parte posterior del cráneo, se desarticularon y se desplazaron hacia regiones alternativas de la cabeza antes del entierro. En 2004, Naish y sus colegas afirmaron que la fauna de dinosaurios de la formación Romualdo está representada por animales que murieron cerca de las costas o ríos antes de ser llevados al mar, donde sus restos flotantes fueron finalmente fosilizados. En 2018, Aureliano y sus colegas argumentaron en contra de este escenario, afirmando que la mandíbula del holotipo Irritator challengeri se conservó en articulación con el resto del cráneo, mientras que probablemente se habría desprendido si el cadáver hubiera estado flotando en el mar. También señalaron que el cadáver se habría hundido rápidamente debido a la osteosclerosis del esqueleto. Los investigadores, por lo tanto, concluyeron que los fósiles del Grupo Santana representan organismos que fueron enterrados en su hábitat natural, en lugar de haber sido depositados en zonas lejanas de su muerte.